# Zemljopis Nigera
Niger je kontinentalna država u zapadnoj Africi koje se nalazi na granici između Sahare i subsaharske regije. Površina Nigera je 1.267 milijuna četvornih kilometara, od čega 1.266.700 km² je zemlja, a 300 km² su vodene površine. 

## Politička geografija
Niger graniči sa sedam država i ima ukupno 5.697 km granica. Najduža je granica prema Nigeriji na jugu, 1.497 km. Zatim slijede Čad na istoku (1 175 km), Alžir na sjever-sjeverozapadu (956 km) i Mali na zapadu (821 km). Niger ima kraću granicu na jugozapadnoj strani (Burkina Faso sa 628 km i 266 km s Beninom) i na sjever-sjeveroistoku (Libija s 354 km).

## Fizička geografija

### Klima
Klima Nigera je uglavnom topla i suha, s mnogo pustinjskih područja. Na krajnjem jugu nalazi se tropska klima na rubovima porječja rijeke Niger. Teren predstavljaju uglavnom pustinjske ravnice i pješčane dine, uz valovite nizine i brežuljke na sjeveru. Jezero Čad nalazi se na jugoistoku zemlje i podijeljeno je između Nigera, Nigerije, Čada i Kameruna.

### Ekstremne točke
- najsjevernija točka: tromeđa s Alžirom i Libijom, regija Agadez:. 23° 31' N[1]
- najjužnija točka: tromeđa Benin/Niger/Nigerija, regija Dosso: 11° 42' N
- najistočnija točka: granica s Čadom, regija Agadez: 16° 00' E
- najzapadnija točka: granica s Malijem i Burkinom Faso, regija Tillabéri: 0° 07' E
- najviša točka: Mont Idoukal-n-Taghès, masiv Aïr, regija Agadez: 2022 m[2]
- najniža točka: rijeka Niger na granici prema Nigeriji, regija Dosso: 200 m[2]

### Prirodni resursi
Niger ima sljedeće prirodne resurse:
- uranij
- ugljen
- željezna ruda
- kositar
- fosfati
- zlato
- nafta